# Tiarodurganda
Tiarodurganda is een geslacht van wantsen uit de familie van de Reduviidae (Roofwantsen). Het geslacht werd voor het eerst wetenschappelijk beschreven door Breddin in 1903.

## Soorten
Het genus bevat de volgende soorten:

- Tiarodurganda apicalis Breddin, 1903
- Tiarodurganda pedestris (Distant, 1919)